# Petru Rareș község
Retteg Petru Rareş község (közigazgatási egység, nem település) Romániában, Erdélyben, Beszterce-Naszód megyében.

## Fekvése
Déstől északkeletre, a Nagy-Szamos jobb partján helyezkedik el. Két településből áll: Rettegből és Bacából.

## Története
A község neve 1968-ig Reteag (Retteg) volt, ekkor nevezték újra a környéket egykor birtokló IV. Péter moldvai fejedelemről.
2005-ben kivált belőle Csicsógyörgyfalva, Csicsóújfalu és Lábfalva, és az újonnan alakult Csicsógyörgyfalva községhez kerültek.

## Források

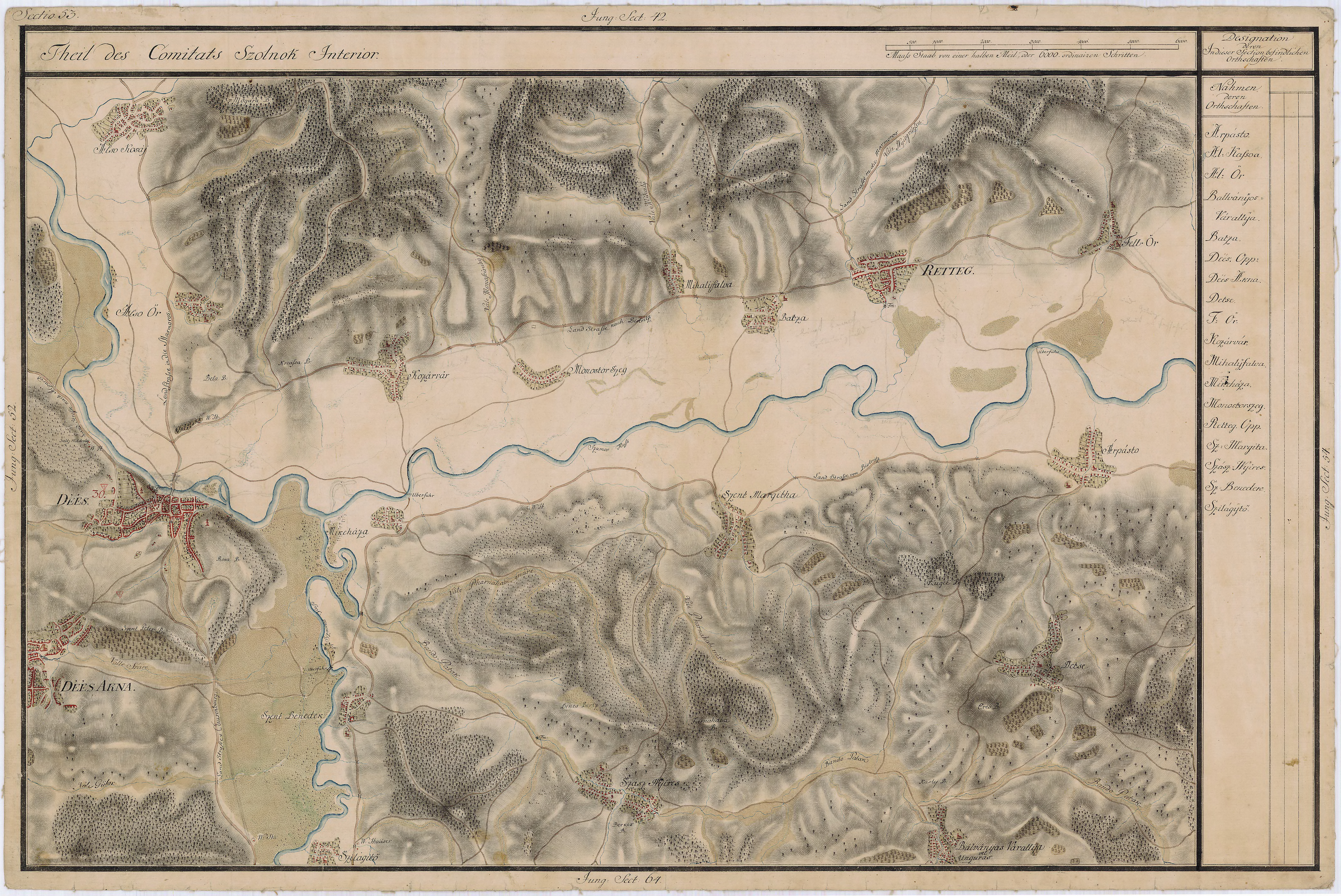
Petru Rareș és környéke egy régi térképen